# Brontosaurus
Brontosaurus (/ˌbrɒnt[invalid input: 'ɵ']ˈsɔːrəs/ bron-tə-SAWR-əs), nghĩa là "thằn lằn sấm" (từ tiếng Hy Lạp βροντή, brontē = sấm + σαυρος, sauros = thằn lằn), là một chi khủng long chân thằn lằn. Ban đầu được nhà cổ sinh vật học Othniel Charles Marsh đặt tên năm 1879, Brontosaurus trong một thời gian dài từng bị xem là danh pháp đồng nghĩa của Apatosaurus; và loài Brontosaurus excelsus được tái phân loại dưới tên A. excelsusnăm 1903. Tuy nhiên, một nghiên cứu được công bố năm 2015 bởi một nhóm nghiên cứu từ Anh và Bồ Đào Nhà cho thấy Brontosaurus là một chi hợp lệ tách biệt khỏi Apatosaurus.